# Šentjanževka
Šentjánževka (znanstveno ime Hypericum perforatum) je trajno zelišče, ki zraste do višine 70 cm. Julija cveteči cvetovi se v ljudski medicini uporabljajo za zdravljenje trebušnih krčev in vnetij, opeklin in živčnih bolezni. Izvleček šentjanževke vsebuje več različnih snovi, kot so hipericin, psevdohipericin, hiperforin, flavonoid in fenolne kisline.
Spodnji del stebla šentjanževke je delno olesenel, medtem ko se proti vrhu značilno razveji. Listi so nasprotni, jajčasti, brez pecljev, in prekriti s številnimi majhnimi žlezami z eteričnim oljem. Zaradi teh žlez so listi na svetlobi prozorno pikasti. Na vrhu poganjkov tvorijo rumeni cvetovi pakobulasto socvetje, ki vsebuje obilo prašnikov, združenih v tri snopiče. Če stisnemo cvetove med prsti, postanejo krvavo rdeče barve. Rastlina izžareva značilen vonj, ki je nekoliko neprijeten, grenak in aromatičen. Šentjanževka cveti od konca junija do septembra.